# Марковський Ігор Федотович

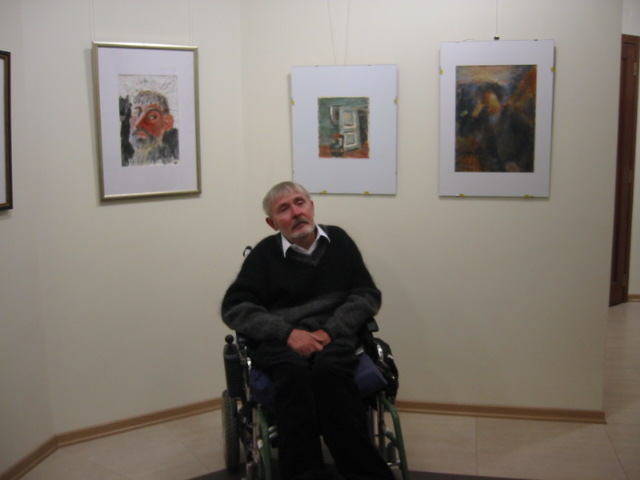
Ігор Марковський

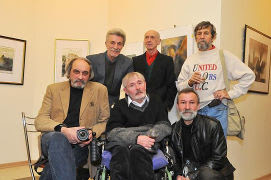
член Національної спілки художників України, член Національної асоціації митців

Марковський Ігор Федотович (нар. 20 січня 1949 — пом. 24 жовтня 2018) — член Національної спілки художників України та Національної асоціації митців, проживав та помер в смт Велика Михайлівка Великомихайлівський район Одеська область.

## Біографія
Ігор Марковський народився 20 січня 1949 року в місті Котовську Одеської області у родині службовців. В 7 років пішов до Котовської загальноосвітньої школи в якій навчався з першого по восьмий клас.

### Навчання
Хлопець захопився образотворчим мистецтвом і натхненно опановував його у художній школі: з п'ятого класу рік навчався в дитячій художній школі при Науковій академії культури і архітектури. Не менш натхненно юнак студіював живопис в Одеському державному художньому училищі імені М.Грекова, яке закінчив у 1969 році. Відслуживши строкову службу, Ігор Марковський продовжив навчання у Київський художній інститут(майстерня художньої графіки, керівник- професор В. Я. Чебаник), який закінчив в 1984 році. З його стін він вийшов художником книжкової графіки. Його дипломна робота "Ілюстрація та художнє макетування повісті І. І. Шевченка «Художник» отримала найвищу оцінку, а оригінали ілюстрацій зберігаються у фондах Київського музею Тараса Шевченка.

### Творчий період
До Одеси Ігор Марковський повернувся у 1984 році і цілу «п'ятирічку» відпрацював викладачем у рідному училищі імені М.Грекова. Педагогічна праця забирала багато сил і часу, тому художник вирішив зайнятися виключно творчою діяльністю і став вільним митцем.
Щоденна кропітка праця за мольбертом приносила Ігорю Федотовичу не лише насолоду. Йому вдалося проілюструвати кілька книжок та створити чимало колоритних полотен. У 1998 році роботи одеського митця, що виставлялися на VI міжнародному арт-фестивалі в Києві, принесли йому звання «Художник року».

### Творчі здобутки
Через рік І. Марковський здобув перше місце у міжнародному конкурсі «2000 років під зіркою Віфлеєму», а рік потому — диплом І ступеня на Всеукраїнському трієнале «Графіка-2000» (презентація раз на три роки найкращих здобутків майстрів певної мистецької галузі). Проживши у Південній Пальмірі майже тридцять років, Ігор Марковський перебрався до Великої Михайлівки. За два роки створив немало полотен та надбав чимало друзів, серед яких місцеві поети та працівники культури. Тут він набирається сил і творчої наснаги (здоров'я художника підкосила і «посадила» у візок важка недуга). Але це не завадило Ігорю Марковському влаштувати 2009 році з нагоди свого шістдесятиріччя персональну виставку у галереї сучасного мистецтва «NT-Art» в Одесі. До свого ювілею член Національної спілки художників України, член Національної асоціації художників України отримав чудовий подарунок — народний депутат України Сергій Гриневецький профінансував випуск альбому його вибраних творів. А мер міста Едуард Гурвіц нагородив Ігоря Марковського почесною відзнакою Одеського міського голови «Подяка».

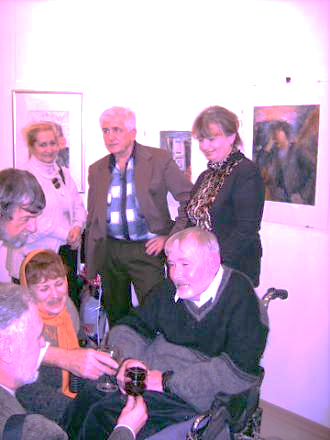
Ігор Марковський в колі друзів

Особливо тепло відгукується про митця Одеський художник Сергій Савченко, який сказав:
|  | «Кого Господь виділяє своєю Любов'ю, тому посилає випробування… Могутній талант, що ним був наділений Ігор Марковський, чого тільки не зазнав… Знак його — це невичерпна енергія до життя, яка і нам усім давала потужний імпульс. Вона ще і притягувала до себе силу людей не одне десятиліття. З Ігорем ми близькі друзі не менше чотирьох десятків років, і я бачив, як нелегко торував він творчий шлях. Бачив, як магія мистецтва, а потім уже життя в ньому проявляють нам справжнього і глибокого художника. Серед безлічі привабливих доріг, що запрошують на всі голоси, Ігор безпомилково вибрав один шлях — свій. Це і стиль, який його виразно виділяє, і та максимальна свобода, що зачаровує ясністю і простотою. Наша пам'ять зберігає багато прикладів самозречення в далекі молоді літа, і тільки зараз можемо оцінити глибину та успішність справжнього таланту, будучи свідками його виразної реалізації… Воістину неймовірна сила і велич мистецтва, що формує велику душу, — і тут очевидний духовний подвиг Ігоря Марковського, який гідний пильної уваги та шани» |

.
Художник дуже не любив, щоб його жаліли і акцентували увагу на хворобі. Говорив, що він спочатку став художником, а вже потім захворів. Наснаги та творчих планів вистачило б в Ігоря Марковського на багатьох. Майстер щоденно дивотворив за мольбертом портрети, пейзажі і натюрморти, ілюструє книжки місцевих авторів, брав участь у виставках.
Життя заслуженого художника України Ігоря Марковського було невід'ємне від постійного процесу малювання, в якому він вбачав утаємничений, нерозгаданий сенс людського буття. 24 жовтня 2018 року митець помер в смт. Великій Михайлівці. Похований в м. Подільськ Одеської області.
Роботи Ігоря Марковського знаходяться в музеях Києва,Одеси, Ізмаїла, Подільська , в приватних збірках України, США, Німеччини, Греції, Іспанії, Ізраїлю, Росії, Молдови.

### Нагороди
Отримав:
- звання «Художник року» на IV Міжнародному арт-фестивалі в Києві — 1998 рік;
- І місце на Міжнародному конкурсі «2000 років під зіркою Віфлеєму»[недоступне посилання з липня 2019] — 1999 рік;
- Диплом І ступеню Всеукраїнської триєнале «Графіка — 2000»[недоступне посилання з липня 2019]
- Почесна відзнака Одеського міського голови (подяка)-2009 рік
- Звання «Заслужений художник України» — 17 червня 2009 року.

### Участь у виставках
Учасник багатьох міських, обласних, республіканських та Міжнародних виставок:
- 1991 Одеса —(Літературний музей),
- 1995 Ізмаїл
- 1996 Одеса(Літературний музей),
- 1997 Одеса (Літературний музей),
- 1997 Київ (галерея «Просвіта»).
- 2001 Одеса (галерея «Ліберті»),
- 2002 (Всесвітній клуб Одеситів; Державна наукова бібліотека імені Максима Горького),
- 2003 Одеса (Будинок вчених; галерея «Золотий ангел» Центру реабілітації дітей — інвалідів);
- 2009 — Одеса галерея «Сучасного мистецтва»